# Mario Frustalupi
Mario Frustalupi est un footballeur italien né le 12 septembre 1942 à Orvieto et mort le 14 avril 1990 San Salvatore Monferrato. Il évoluait au poste de milieu de terrain.

## Biographie

### Carrière de joueur
Mario Frustalupi est joueur de l'UC Sampdoria de 1960 à 1970,,.
D'abord évoluant en deuxième division italienne, il est prêté à l'Empoli FC lors de la saison 1961-1962,.
La Sampdoria est en première division à partir de la saison 1962-1963, Mario Frustalupi dispute son premier match lors de cette saison,.
Reléguée à l'issue de la saison 1965-1966, le club remporte la Serie B à la fin de la saison 1966-1967,.
Frustalupi est transféré à l'Inter Milan en 1970. Avec l'Inter, il est sacré champion d'Italie en 1971,.
Il est également finaliste de la Coupe des clubs champions lors de la saison 1971-1972. L'Inter perd la finale contre l'Ajax Amsterdam sur le score de 0-2,.
En 1972, il rejoint la Lazio,.
Avec le club romain, il est sacré à nouveau Champion d'Italie en 1974,.
De 1975 à 1977, Frustaluppi est joueur de l'AC Cesena,.
En 1977, il est transféré à l'US Pistoiese. Après une dernière saison avec ce club, il raccroche les crampons en 1981,,.
Mario Frustalupi dispute durant sa carrière un total de 364 matchs pour 34 buts marqués en première division italienne. Au sein des compétitions européennes, il dispute sept matchs de Coupe des clubs champions et six matchs de Coupe des villes de foires/Coupe UEFA.
Il meurt lors d'un accident de la route en 1990 sur l'Autoroute A26 près de San Salvatore Monferrato alors qu'il rejoignait sa famille en vacances à Cervinia.

### Carrière de dirigeant
Il est président de l'US Pistoiese entre 1988 et 1989.

## Palmarès
| Sampdoria - Championnat d'Italie D2 (1) : - Champion : 1966-67. |  | Inter Milan - Championnat d'Italie (1) : - Champion : 1970-71. - Coupe des clubs champions : - Finaliste : 1971-72. |  | Lazio - Championnat d'Italie (1) : - Champion : 1973-74. |